# آدریانو (بازیکن فوتبال، زاده دسامبر ۱۹۸۷)
آدریانو (انگلیسی: Adriano؛ زادهٔ ۹ دسامبر ۱۹۸۷) بازیکن فوتبال اهل برزیل است.
از باشگاه‌هایی که در آن بازی کرده‌است می‌توان به باشگاه فوتبال کوریتیبا، باشگاه فوتبال ریو آوه، و باشگاه فوتبال اتلتیکو پارانائنزه اشاره کرد.